# Renault Premium
Renault Premium je těžký nákladní automobil, který byl vyráběný francouzskou společností Renault Trucks (součást Renault, nyní Volvo) v letech 1996 až 2013.
Prodával se spolu s Renaultem Magnum jako o něco níže umístěná alternativa. Existovala také verze určená pro lehčí stavební práce s názvem Premium Lander, umístěná pod těžkým Renaultem Kerax. Renault Premium se používal hlavně jako distribuční vůz a konkuroval například vozu DAF CF a Volvu FM.

## Motory
Při uvedení na trh byl k dispozici buď s 9,8 nebo 11,1 6válcovým vznětovým motorem. Později se používaly motory Euro IV které byly poskytnuty od mateřské společnosti Volvo Trucks .

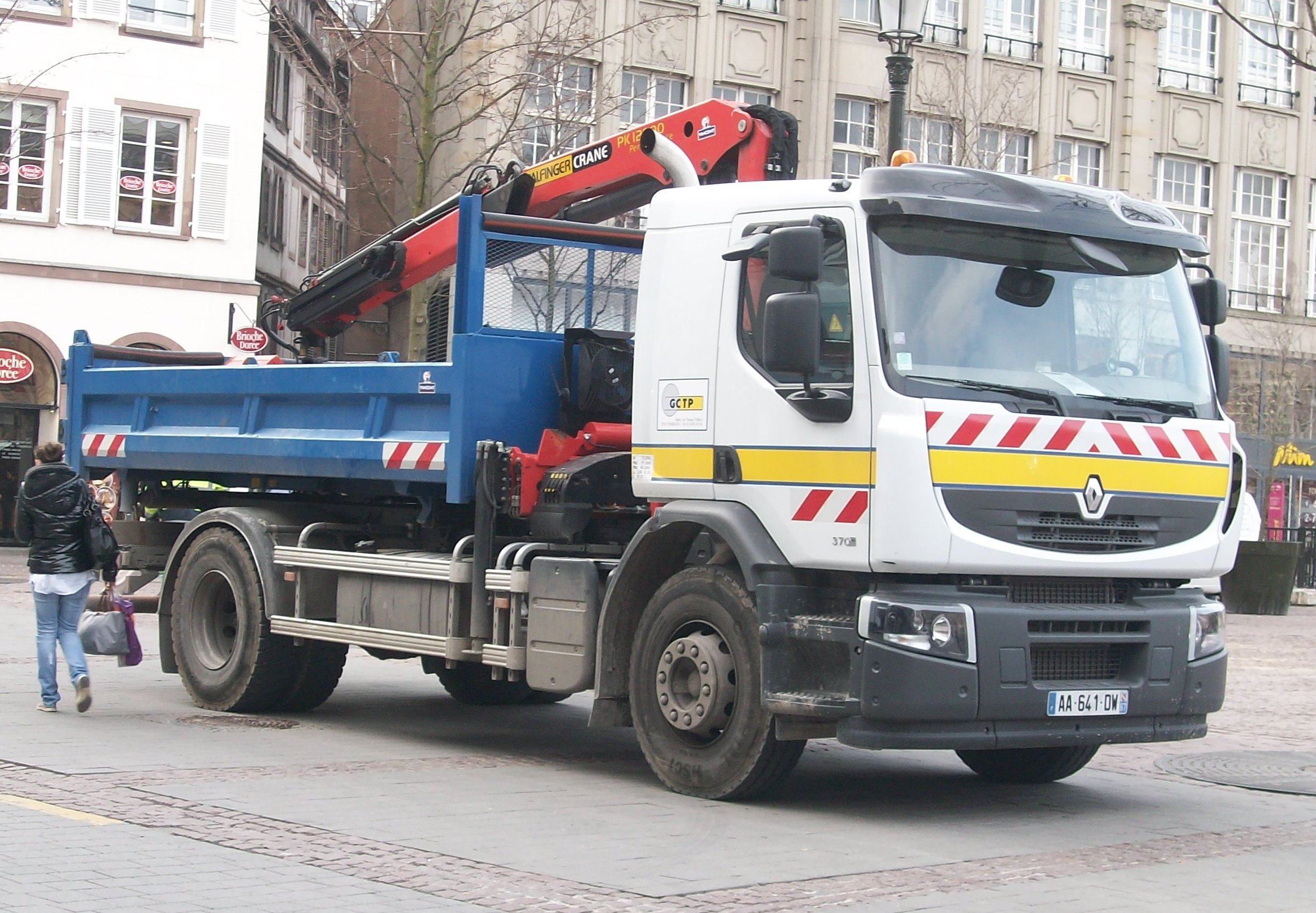
Sklápěč Renault Premium Distribution

## Renault Premium Distribution
Renaul Premium Distribution je skříňový automobil s celkovou hmotností od 16 do 32 tun a tahač s návěsem o celkové hmotnosti 40/44 tun.
V září 2007 představil Renault Trucks koncept Hybris , hybridní verzi založenou na tomto modelu.
V roce 2009 se v Lyonu začala testovat téměř sériová diesel-elektrická hybridní verze s názvem Premium Distribution Hybrys Tech  s výkonem 250 kW.
V roce 2014 byly standardní modely nahrazeny řadou D.